# Wrightspeed X1
El Wrightspeed X1 es un automóvil Ariel Atom muy modificado que utiliza un sistema de propulsión totalmente eléctrico. El Atom fue elegido por su diseño ligero y eficiente. El motor eléctrico y el inversor se obtienen a partir de Propulsión AC, los responsables del automóvil conceptual TZero, mientras que las baterías son de bajo peso, alta densidad Batería de ion de litio. Al igual que el Atom la transmisión es de un Honda, pero despojado de su mecanismo de cambio y otras partes para ofrecer solo la segunda velocidad, permitida por la velocidad y el rango de par disponible en el motor eléctrico.
Creado por el ingeniero Ian Wright que opera en Nueva Zelanda, el X1 superó a varios autos deportivos en una picada, incluyendo un Porsche Carrera GT (aunque con una salida lanzada, una desventaja para los vehículos que utilizan gas como combustible), mientras era filmado por la estación local de noticias  Kron 4. A pesar de los impresionantes resultados, el vehículo está concebido sólo como una prueba de concepto. Se ha previsto una producción futura. Sin embargo, según el sitio web oficial el vehículo de serie será distinto, porque debe recibir modificaciones para cumplir con los requerimientos de seguridad de las que carece un prototipo, pero sin perder la velocidad del prototipo. Wright era un empleado a principios de la compañía de automóviles eléctricos Tesla Motors, pero pronto la dejó para perseguir sus propias ideas.